# In Darkness You Feel No Regrets
Prey to the World è un album studio del gruppo Wolfbrigade.

## Tracce
1. The Awakening
2. Från Vaggan Till Graven
3. Papercuts
4. No Heart Bleeds
5. Outlaw Vagabond
6. In Darkness You Feel No Regrets
7. Gunhead Batallion
8. How Will You Find Your Peace
9. Exhortation
10. Avgrundens Kant
11. Say Goodbye